# Parafia Matki Bożej Częstochowskiej w Dębnicy
Parafia Matki Bożej Częstochowskiej w Dębnicy – parafia rzymskokatolicka znajdująca się w diecezji kaliskiej, w dekanacie Mikstat.